# 克拉根福
沃爾特湖畔克拉根福（德語：Klagenfurt am Wörthersee，發音：[ˌklaːɡn̩fʊʁt ʔam ˈvœʁtɐzeː] ⓘ）是奥地利克恩顿州的首府，坐落于克拉根福谷地的沃尔特湖畔。此城市是一个法定城市。

## 人口

### 语言
89.4 %的居民以德语为母语，紧随其后的是克罗地亚语（3.3 %）和斯洛文尼亚语（1.9 %）。（2001年）

### 宗教
68.8 % 的居民信奉罗马天主教，7.5 %新教，3.0 %伊斯兰教，16.1 %无信仰。

## 经济
克拉根福是凯恩藤州最重要的经济中心，全州22%的工商企业坐落于此。主要的经济支柱有轻工业，进出口贸易和旅游业。一些著名跨国公司，如西门子和飞利浦都在这里开设了分公司。近年来克拉根福市和凯恩藤州经济政策的核心是把克拉根福市建设成一座高新技术的中心。 
克拉根福也是一座展览会城市。每年在这里都会举办旅游业展销会，木材展销会和其他各式各样不同主题的商品和专业展览会。

## 姐妹城市
- 德国威斯巴登（1930年）
- 荷蘭芬洛（1961年）
- 斯洛維尼亞新戈里察（1965年）
- 義大利戈里齊亞（1965年）
- 丹麦格萊薩克瑟（1969年）
- 德国德紹-羅斯勞（1970年）
- 杜尚別（1973年）
- 德国達赫奧（1974年）
- 波蘭熱舒夫（1975年）
- 羅馬尼亞錫比烏（1990年）
- 匈牙利佐洛埃格塞格（1990年）
- 乌克兰切爾諾夫策（1992年）
- 以色列上拿撒勒（1993年）
- 西班牙塔拉戈納（1994年）
- 中国南宁市（2001年）
- 加拿大拉瓦勒（2005年）